# Laura Valenzuela
Rocío Espinosa López-Cepero (Sevilla, 18 de febrer de 1931 - Madrid, 17 de març de 2023), més coneguda com a Laura Valenzuela, va ser una actriu, presentadora de televisió i model espanyola.

## Biografia
Va ser un dels rostres més coneguts tant de la pantalla petita com de la gran durant les dècades dels anys 1950 i 1960. Es va traslladar a Madrid amb la seva família quan encara no tenia un any d'edat. Més endavant, es va matricular a l'Escola Central de Comerç, per a treballar després com a administrativa, secretària i model. Va debutar al cinema el 1954 amb El pescador de coplas, d'Antonio del Amo, i la seguirien El inquilino (1957), La Violetera (1958) i Aquellos tiempos del cuplé (1958).
Va ser el primer rostre conegut de Televisió Espanyola, vora el 1956. En aquella etapa dels estudis del Paseo de La Habana, a Valenzuela com a altres pioners de la cadena com Blanca Álvarez o Jesús Álvarez se'ls assignava les tasques més diverses enfront de la càmera: des de presentar un concurs (com a Preguntas al espacio) a una actuació musical (a Festival Marconi) o fer publicitat d'una marca de neveres.
El 1958 va conèixer al que després seria el seu marit, el productor de cinema José Luis Dibildos, que la va animar a rellançar la seva carrera cinematogràfica. D'aquesta manera, va centrar els seus esforços en la pantalla gran i intervé en pel·lícules com Soltera y madre en la vida  (1967) o Las que tienen que servir (1967), i produccions a l'estranger que li van permetre treballar amb artistes com Alain Delon (El tulipán negro, 1964) o Sofia Loren (Madame Sans-Gêne, 1961).
Va tornar a la televisió el 1968, amb els espais Contamos contigo i Galas del sábado, que la va unir professionalment amb Joaquín Prat, i amb qui es va convertir en una de les parelles televisives més recordades. El 1969 va ser l'encarregada de retransmetre el Festival de la Cançó d'Eurovisió, que es va celebrar en el Teatro Real de Madrid i va sortir del pas davant l'improvisat empat en primer lloc de quatre cançons (Regne Unit, França, Països Baixos i Espanya). El 1971 va realitzar la seva última aparició al cinema amb Españolas en París. Es va retirar també de la pantalla petita amb Canción 71. Va decidir retirar-se de la seva professió després del matrimoni el 27 de març de 1971 amb José Luis Dibildos i el naixement de la seva filla, Lara Dibildos, que ha seguit els passos dels seus pares al món de l'espectacle.
No tornaria a treballar com a presentadora fins a l'arribada de les televisions privades, gairebé vint anys després. El 1990 va ser fitxada per Telecinco per a conduir l'espai Telecinco ¿dígame?, amb Javier Basilio i Paloma Lago, espai que es va mantenir en pantalla fins al 1992. Posteriorment vindrien Se acabó la siesta (1992), Date un respiro (1993), Las mañanas de Telecinco (1993-1994) amb José María Iñigo i Mi querida España (1994). El 1996 va tornar a Televisió Espanyola amb el programa Mañanas de Primera que va presentar amb la seva filla Lara, i que va ser la resposta de la cadena pública a la marxa de María Teresa Campos a Telecinco amb Día a día. El programa només es va mantenir uns mesos, i després de la seva cancel·lació, Laura apareixeria a Entre tú y yo (1997).
El 2005 es va sotmetre a una operació de càncer de mama a Houston. El 7 de desembre de 2006 es va posar de nou enfront de la càmera per presentar la gala del cinquantè aniversari de Televisió Espanyola, amb Anne Igartiburu i Paula Vázquez.

## Filmografia seleccionada
- Españolas en París, de Roberto Bodegas (1971).
- Pierna creciente, falda menguante, de Javier Aguirre (1970).
- De profesión, sus labores, de Javier Aguirre (1970).
- La dinamita está servida, de Fernando Merino (1968).
- Los subdesarrollados, de Fernando Merino (1968).
- Las que tienen que servir, de José María Forqué.
- Amor a la española, de Fernando Merino (1967).
- Demasiadas mujeres para Layton, de Jacques Poitrenaud (1966).
- Agente Z-7, operación Rembrandt, de Giancarlo Romitelli (1966).
- Las noches de Monsieur Max, de Jacques Poitrenaud (1965).
- Hagan juego, señoras, de Marcel Ophüls (1965).
- El tulipán negro, de Christian-Jaque (1964).
- Las hijas de Helena, de Mariano Ozores (1963).
- El inquilino, de José Antonio Nieves Conde (1957).
- El pescador de coplas, de Antonio del Amo (1954).

## Premis i reconeixements
- 1957: Premi Ondas Nacional a la millor locutora[4]
- 1969: Antena de Oro.
- 1971: Medalla a la millor actriu del Círculo de Escritores Cinematográficos per Españolas en París.[5]
- 2005: TP d'Or, premi a tota la seva trajectòria professional.
- 2012: Premi Iris, per tota una vida.